# Philips Las Vegas ES-2208
Philips Las Vegas ES-2208 (Las Vegas ES-2208) је била конзола за игру фирме Philips која је почела да се производи у Европи од 1977. године.
Користила је AY-3-8550 General Instruments као микропроцесор.

## Детаљни подаци
Детаљнији подаци о рачунару Las Vegas ES-2208 су дати у табели испод.
|                       |                                                    |
| [ 1 ]                 |                                                    |
| Произвођач            |                                                    |
| Тип                   | играчка конзола                                    |
| Меморија              |                                                    |
| Поријекло             | Европа                                             |
| Година                | 1977                                               |
| Тастатура             | 2 аналогне палице за игру, Reset, Service          |
| Процесор              |                                                    |
| Фреквенција процесора |                                                    |
| RAM                   |                                                    |
| ROM                   |                                                    |
| Текст                 |                                                    |
| Графика               |                                                    |
| Боја                  | да                                                 |
| Звук                  | уграђени звучник                                   |
| Димензије             | 31,4 (ширина) x 27,7 (дубина) x 4,9 (висина) / 2,2 |
| Портови               |                                                    |
| Оперативни систем     |                                                    |